# هاري هندرسون
هاري هندرسون (بالإنجليزية: Harry Henderson)‏ (12 أكتوبر 1904 – 1976) هو ملاكم أمريكي راحل، مثّل بلاده في الألعاب الأولمبية الصيفية 1928.

## روابط خارجية
هاري هندرسون على موقع أوليمبيديا (الإنجليزية)